# Lijst van uitgestorven dieren in Nederland
Dit is een lijst van in Nederland uitgestorven dieren.
Veel diersoorten en ondersoorten die ooit in Nederland leefden, zijn nu uit dit land verdwenen. Op deze pagina staat informatie over zoogdieren, vogels, vissen, weekdieren, dagvlinders, libellen, bijen, kokkerjuffers, steenvliegen, haften, sprinkhanen en krekels die zijn verdwenen uit Nederland, of verdwenen zijn voor 26 juli 1581, toen dit gebied bekend stond onder de naam van de Zeventien Provinciën. Tot nu toe zijn daar geen amfibieën en reptielen bij. Van veel van deze organismen is niet duidelijk of hun ooit geconstateerde aanwezigheid deel uitmaakte van een langdurig verblijf in Nederland, dat wil zeggen langer dan de menselijke historie van het gebied dat hiermee aangeduid wordt. Dit vindt zijn oorzaak in het feit dat de gegevens waar deze lijst op gebaseerd is vaak alleen afkomstig zijn uit op schrift gestelde informatie. Organismen met een hard skelet, zoals zoogdieren en de meeste weekdieren, kunnen als (jong) fossiel teruggevonden worden. Hiermee zou deze lijst onderbouwd kunnen worden. Dit is bij veel andere diersoorten, zoals insecten, spinachtigen en dieren zonder skelet niet het geval. De lijst geeft een overzicht dat gebaseerd is op kennis die eigenlijk onvergelijkbaar is.
De meeste dieren op deze lijst leven nog op andere plaatsen in de wereld en zijn dus niet uitgestorven. Bij een aantal is dat wel het geval, bijvoorbeeld bij de reuzenalk (Pinguinus impennis), het Europees wild paard (Equus ferus) en de oeros (Bos primigenius primigenius).

## Voorbeelden
Lynx
De Euraziatische lynx (Lynx lynx lynx) kwam tot diep in de middeleeuwen ook in Nederland voor. In andere landen is er sprake geweest van opzettelijke uitroeiing, maar er zijn geen aanwijzingen dat dit ook in Nederland het geval was. Men vermoedt dat deze soort rond ongeveer 1890 in Nederland is uitgestorven, vlak voordat de wolf verdween. In België komt de lynx sinds 2002, na afwezigheid van circa een eeuw, weer voor in de Ardennen, in aansluiting op het verspreidingsgebied van de soort in de Eifel. Verwacht mag worden dat de Lynx op eigen kracht ook Nederland weer zal bereiken.
Bruine beer
Uit documenten over de jachtrechten van de Utrechtse bisschoppen is bekend dat de bruine beer (Ursus arctos arctos) in Nederland in ieder geval tot in de 11de eeuw in het wild voorkwam. In Vlaanderen verdween de bruine beer in de dertiende eeuw.
Hoefdieren
In Nederland zijn geen vondsten van de oeros meer bekend na de periode van de Romeinen (na 400 na Christus). Volgens een Drentse jachtvergunning zou de eland (Alces alces alces) nog tot in 1025 in Nederland aanwezig zijn geweest.
Reuzenalk
Een skelet van de reuzenalk is gevonden bij opgravingen van een Romeinse nederzetting bij Velsen. Ook zijn botten van de reuzenalk gevonden bij Rotterdam.
Grijze walvis
Van de grijze walvis (Eschrichtius robustus), die ooit voorkwam in de Noordzee, is fossiel materiaal teruggevonden dat is gedateerd op 340 jaar voor Christus.
Duingentiaanblauwtje
Het duingentiaanblauwtje (Maculinea alcon arenaria), een inheemse vlinder die alleen in Nederland voorkwam, is eind jaren 70 van de twintigste eeuw uitgestorven.

## Lijst uitgestorven dieren

### Zoogdieren
- Alces alces alces - Eland (1025)
- Barbastellus barbastellus - Mopsvleermuis
- Bos primigenius primigenius - Oeros (400 n.Chr.)
- Equus ferus - Tarpan (is hier ooit uitgezet, leefgebied Oost-Europa)
- Eschrichtuis robustus - Grijze walvis (340 v.Chr.)
- Lynx lynx lynx - Lynx (rond 1890) (in twijfel of het is uitgestorven in Nederland)
- Mustela lutreola - Europese nerts (1887)
- Rhinolophus ferrumequinum - Grote hoefijzerneus (1974)
- Rhinolophus hipposideros - Kleine hoefijzerneus (1983)
- Ursus arctos arctos - Bruine beer (11e eeuw)

### Vogels
- Anthus campestris campestris - Duinpieper (2003)
- Burhinus oedicnemus oedicnemus - Griel (1957)
- Calidris alpina schinzii - Zuidelijke bonte strandloper
- Emberiza hortulana - Ortolaan (1998)
- Lanius excubitor excubitor - Klapekster (1999)
- Lanius senator senator Roodkopklauwier (1963)
- Pelecanus crispus - Kroeskoppelikaan (laatste botvondsten komen uit de 15e eeuw)
- Pinguïnus impennis - Reuzenalk (Romeinse periode)
- Pluvialis apricaria - Goudplevier (1974)
- Sterna nilotica nilotica - Lachstern (1958)
- Tringa glareola - Bosruiter (1939)
- Upupa epops epops - Hop (rond 1970)

### Vissen
- Acipenser sturio - Steur (allang weer in het wild te vangen)
- Alosa alosa - Elft (1993) (ook nog in het wild te vangen)
- Coregonus oxyrinchus - Noordzeehouting (1940)[5]
- Hippocampus ramulosus - Langsnuitzeepaardje (als dwaalgast gespot in de Oosterschelde en de Waddenzee) Bron Wikipedia: Langsnuitzeepaardje
- Salmo salar - Atlantische zalm https://web.archive.org/web/20220120010335/https://www.wur.nl/nl/show/huidige-status-en-toekomstmogelijkheden-voor-anadrome-vispopulaties.htm
- Thymallus thymallus - Vlagzalm
- Syngnathus typhle - Trompetterzeenaald

### Weekdieren
Met uitzondering van Spermodea lamellata is niet echt bekend of de genoemde soorten werkelijk uit Nederland verdwenen zijn. Spermodea lamellata was slechts van één locatie bekend (Mantinger Bos). Hoewel het bos bij ruilverkaveling van de omgeving 'gespaard' werd, is deze soort er toch verdwenen omdat men in het wel verkavelde gebied rond het bos de grondwaterspiegel verlaagde. Dit had grote consequenties voor de ecologie van het bos met als gevolg dat de flora en fauna die dit bos uniek voor Nederland maakte toch verdween.
- Catinella arenaria - Rode barnsteenslak
- Pisidium tenuilineatum - Fijngestreepte erwtenmossel
- Pseudunio auricularia
- Rissoa membranacea - Vliezige drijfhoren
- Spermodea lamellata - Bijenkorfje
- Unio crassus - Bataafse stroommossel

Een beter overzicht van land- en zoetwatermollusken die in Nederland en België 'thuishoren' kunt U hier vinden.

### Insecten

#### Dagvlinders
- Aporia crataegi - Groot geaderd witje
- Argynnis paphia - Keizersmantel
- Boloria euphrosyne - Zilvervlek
- Brenthis ino - Purperstreepparelmoervlinder
- Coenonympha hero - Zilverstreephooibeestje
- Cupido minimus minimus - Dwergblauwtje
- Euphydryas aurinia aurinia - Moerasparelmoervlinder
- Leptidea reali - Verborgen boswitje
- Lycaena hippothoe hippothoe - Rode vuurvlinder
- Maculinea alcon arenaria - Duingentiaanblauwtje (1979)
- Maculinea arion - Tijmblauwtje
- Maculinea nausithous - Donker pimpernelblauwtje
- Melitaea diamina - Woudparelmoervlinder
- Nymphalis antiopa - Rouwmantel
- Plebeius idas idas - Vals heideblauwtje
- Polyommatus semiargus semiargus - Klaverblauwtje
- Thymelicus acteon acteon - Dwergdikkopje
- Spialia sertorius sertorius - Kalkgraslanddikkopje

#### Libellen
- Coenagrion mercuriale mercuriale - Mercuurwaterjuffer
- Nehalennia speciosa - Dwergjuffer

#### Bijen
- Ammobates punctatus - Zandloperbij
- Andrena curvungula - Gewone klokjeszandbij
- Andrena marginata - Oranje zandbij
- Andrena nitidiuscula - Schermbloemzandbij
- Andrena pandellei - Donkere klokjeszandbij
- Andrena schencki - Rode zandbij
- Andrena thoracica - Zwartflankzandbij
- Anthidium byssinum - Grote harsbij
- Anthophora aestivalis - Mooie sachembij
- Anthophora bimaculata - Kleine sachembij
- Anthophora borealis - Noordelijke sachembij
- Anthophora plagiata - Schoorsteensachem
- Biastes truncatus - Gewone pantserbij
- Bombus confusus - Boloog
- Bombus cullumanus - Waddenhommel
- Bombus pomorum - Limburgse hommel
- Bombus subterraneus - Donkere tuinhommel
- Coelioxys alata - Kielstaartkegelbij
- Dufourea minuta - Composietglansbij
- Halictus eurygnathus - Holkopgroefbij
- Halictus quadricinctus - Vierbandgroefbij
- Lasioglossum laeve - Gladde groefbij
- Lasioglossum laevigatum - Gedoornde groefbij
- Nomada argentata - Zwarte wespbij
- Nomada furva - Glanzende dwergwespbij
- Nomada mutabilis - Rode wespbij
- Nomada obtusifrons - Platkielwespbij
- Nomada piccioliana - Kalkgraslandwespbij
- Nomada rhenana - Kale wespbij
- Nomada roberjeotiana - Kleine bonte wespbij
- Osmia anthocopoides - Zwaluwbij
- Osmia papaveris - Papaverbij
- Osmia xanthomela - Grote metselbij
- Rophites quinquespinosus - Slurfbij
- Thyreus orbatus - Vlekkenbij

#### Kokerjuffers
- Holocentropus insignis
- Hydroptila cornuta
- Hydroptila dampfi
- Ithytrichia lamellaris
- Micrasemodes minimus
- Oligoplectrum maculatum
- Sericostoma flavicorne
- Setodes viridis
- Silo piceus

#### Sprinkhanen & Krekels
- Locusta migratoria - Europese treksprinkhaan
- Psophus stridulus - Klappersprinkhaan

#### Steenvliegen
- Euleuctra geniculata
- Isogenus nubecula
- Isoperla grammatica
- Isoptena serricornis
- Leuctra fusca
- Marthamea selysii
- Protonemura nitida
- Taeniopteryx nebulosa
- Xanthoperla apicalis

#### Haften
- Ametropus fragilis
- Choroterpes picteti
- Ecdyonurus affinis
- Ecdyonurus dispar
- Habroleptoides modesta
- Habrophlebia lauta
- Heptagenia coerulans
- Isonychia ignota
- Oligoneuriella rhenana
- Palingenia longicauda
- Potamanthus luteus
- Siphlonurus aestivalis
- Siphlonurus alternatus
- Siphlonurus lacustris

## Geherintroduceerd of teruggekeerd
- Bever (Castor fiber albicus)

De laatste wilde bever in Nederland werd gedood in 1826 bij Zalk langs de IJssel. In 1988 werden de eerste bevers met succes uitgezet in de Biesbosch. In 1994 volgde er een herintroductie van bevers in de Gelderse Poort (tussen Arnhem en Nijmegen). De nieuwe bevers doen het erg goed. Het aantal bevers is aan het stijgen en ze verspreiden zich naar andere plaatsen in Nederland.
- Wolf (Canis lupus)

De Wolf, meer specifiek de grijze wolf, is in Nederland in de negentiende eeuw uitgestorven. Nadat de wolf in Duitsland jarenlang geleidelijk naar het Westen oprukte, werden er na 2000, en in toenemende mate na 2015, meldingen gedaan van wolven in Oost-Nederland. Na vestiging van een solitaire wolvin op de Veluwe en later van een wolvenpaar, werden daar in 2019 voor het eerst weer jonge wolven geboren.
- 'Wilde kat (‘’Felis silvestris’’)

De wilde kat was in Nederland uitgestorven. Sinds 1999 zijn er weer meldingen van waarnemingen in Zuid-Limburg en Noord-Brabant, waaronder sinds 2015 ook vastlegging op film.
- Oehoe (‘’Bubo bubo””)

De oehoe was in Nederland reeds lang uitgestorven. In 1973 vestigde zich een exemplaar in de Donkere Duinen, een naaldbos bij Den Helder. Het was onduidelijk of dit een oorspronkelijk wild exemplaar betrof. Sinds 1997 heeft de oehoe, zonder hulp van mensen, definitief voet aan de grond gekregen in Limburg. Vermoedelijk was er sprake van spontane migratie uit Duitsland. Daarop volgde vestiging in Gelderland in 2002, in Overijssel in 2010 en in Noord-Brabant in 2011. In 2014 werd het totaal aantal broedparen in Nederland geschat op 21 à 23.
- Ooievaar (Ciconia ciconia)

Voor Vogelbescherming Nederland was de enorme afname van het aantal ooievaars de reden in 1969 een reddingsprogramma te starten, met later succes. In 1991 werd voor het eerst geen enkel 'wild' broedpaar in Nederland vastgesteld, de ooievaar was dus verdwenen. In 2000 broedden weer 396 paren in Nederland en inmiddels heeft het herintroductieprogramma vruchten afgeworpen en broeden er in Nederland weer ruim 400 paren.
- Donkere waterjuffer (Coenagrion armatum)

De donkere waterjuffer werd in 1956 als uitgestorven in Nederland beschouwd, maar werd in 1999 herontdekt in de Weerribben bij een georganiseerde zoektocht door de Nederlandse Vereniging voor Libellenstudie.
- Dwergjuffer (Nehalennia speciosa)

De dwergjuffer werd als uitgestorven in Nederland beschouwd sinds de laatste waarneming 1912 bij het Koningsven bij Mook. In 2015 werd de Dwergjuffer herontdekt in het oosten van Nederland. Er is sprake van een zeer kleine populatie.
- Rivierrombout (Gomphus flavipes flavipes)

De rivierrombout, een echte libel, was in 1902 verdwenen uit Nederland, werd in 1996 weer waargenomen en is in de eenentwintigste eeuw weer algemeen langs de grote rivieren.
- Europese hamster (Cricetus cricetus canescens)

In 1999 zijn in opdracht van de overheid veertien Nederlandse hamsters (ook wel Korenwolf genoemd) door Das & Boom gevangen, om ingezet te worden in een fokprogramma dat Das & Boom samen met Diergaarde Blijdorp uitvoerde. In het wild waren ze verdwenen. In 2003 zijn de eerste hamsters uitgezet in het hamsterreservaat in het Zuid-Limburgse Sibbe. In 2004 zijn er hamsters uitgezet in een tweede hamsterreservaat, Amby bij Maastricht.
- Kleine zilverreiger (Egretta garzetta garzetta)

Broedkolonies van de kleine zilverreiger werden in de negentiende eeuw uitgeroeid doordat de grote sierveren werden gebruikt in de hoedenindustrie. In 1979 broedde de soort voor het eerst weer in Nederland, in de Oostvaardersplassen. Het tweede broedgeval deed zich in 1994 voor in het Quackjeswater op Voorne. Daarna heeft de kleine zilverreiger jaarlijks gebroed en breidt de soort zich uit.
- Kraanvogel (Grus grus)

Het was 250 jaar geleden dat kraanvogels in Nederland broedden. In het Fochteloërveen (een natuurgebied op de grens van Friesland en Drenthe) heeft in 2001 weer een paartje kraanvogels met succes gebroed. Sindsdien zijn er jaarlijks broedgevallen en is er een geleidelijke stijging in aantallen waarneembaar. Na 2012 is ook verscheidende malen succesvol gebroed in Drenthe in het Dwingelderveld en 2018 waren er twee broedgevallen in de Groote Peel en de Mariapeel.
- Otter (Lutra lutra)

De laatste eenzame otter werd op 17 september 1988 in de buurt van Joure (Friesland) door een auto doodgereden. In 2002 zijn in het Nationaal Park De Weerribben in Noordwest-Overijssel zeven otters uitgezet. Later zijn er nog meer losgelaten en ondanks een hoge sterfte door het wegverkeer zijn er in waterrijke gebieden op meerdere plaatsen weer otters aanwezig.
- Bruinvis (Phocoena phocoena)

Tot halverwege de twintigste eeuw kwam de bruinvis (evenals de tuimelaar) talrijk voor in de Nederlandse kustwateren. De achteruitgang van deze soort zette in na de afsluiting van de Zuiderzee in 1932. Uiteindelijk werd de bruinvis lange tijd niet meer waargenomen. Sinds het midden van de jaren tachtig van de twintigste eeuw is daar verandering in gekomen. Bruinvissen keerden terug als winter- en voorjaarsgasten in de Nederlandse kustwateren en tegenwoordig is het in maart en april vaak niet moeilijk meer om deze kleinste walvisachtige vanaf het Nederlandse strand of een havenhoofd waar te nemen.
- Kleinst waterhoen (Porzana pusilla intermedia)

Het laatste broedgeval van het kleinst waterhoen was in 1972. Deze vogel werd sindsdien als verdwenen beschouwd echter in het voorjaar van 2005 werden met zekerheid vijf territoria en twee broedgevallen vastgesteld in Utrecht.
- Atlantische zalm (Salmo salar)

In de zeventiende eeuw was de zalm algemeen in Nederland. Door verstuwing van de rivieren Rijn en Maas werden de paaigronden van de zalm in Nederland onbereikbaar. Voor die tijd had er ook al een enorme overbevissing van de zalmpopulatie plaatsgevonden, zodat de zalm al zeldzaam was geworden. Daarna zorgen ook watervervuiling, verdieping van de vaarwegen, landaanwinning en grindwinning ervoor dat de zalm verdween. Er zijn zalmen uitgezet in het IJsselmeer en de Rijn. Met behulp van voortdurende kweek en uitzetting tracht men de zalm definitief in het Rijngebied terug te krijgen, zoals dat ook in de Theems in Engeland gelukt is. Vooralsnog is de reïntroductie van de zalm, gezien de enorm lage terugkeerpercentages, te beschouwen als een volledige mislukking.
- Raaf (Corvus corax)

De raaf is tot en met 1928 een algemene inheemse broedvogel geweest in Nederland. Door hoofdzakelijk menselijke vervolging was de raaf omstreeks 1928 in het grootste deel van Nederland uitgestorven. In Limburg, nabij Vijlen, is er tot 1944 een broedpaar waargenomen totdat deze vogels ook uitstierven. De Vereniging van Natuurmonumenten in Nederland heeft onder leiding van de heer P.G. van Tienhoven in 1936 zes raven uit Litouwen geïmporteerd en in 1937 losgelaten; deze vogels zijn binnen het jaar gestorven. Tussen 1966-1984 is een tweede herintroductie ondernomen, waarbij er uiteindelijk 118 vogels geïmporteerd zijn vanuit het buitenland (respectievelijk Holstein-Sleeswijk - Duitsland, Mecklenburg-Vorpommern - Duitse Democratische Republiek en Zwitserland). De geïmporteerde raven zijn gebruikt om in gevangenschap jongen te fokken, waarna er uiteindelijk 160 jongen geleidelijk uitgewend zijn. Deze dieren hebben de basis gevormd voor de huidige Nederlandse broedpopulatie raven; een nog steeds groeiende broedpopulatie. 